# Bādāmak (ort)
Bādāmak (persiska: دولابئ بادامَك, بادمک, Dūlābī-ye Bādāmak) är en ort i Iran.   Den ligger i provinsen Lorestan, i den västra delen av landet, 400 km sydväst om huvudstaden Teheran. Bādāmak ligger 1 216 meter över havet och antalet invånare är 148.
Terrängen runt Bādāmak är kuperad.Runt Bādāmak är det ganska glesbefolkat, med 28 invånare per kvadratkilometer. Närmaste större samhälle är Tappeh Vāshīān, 16,8 km väster om Bādāmak. Omgivningarna runt Bādāmak är i huvudsak ett öppet busklandskap.